# Paraplagusia blochii
Paraplagusia blochii és un peix teleosti de la família dels cinoglòssids i de l'ordre dels pleuronectiformes que es troba des de les costes del sud d'Oman fins a Papua Nova Guinea, nord de Taiwan i Japó.